# Mechanika gruntów

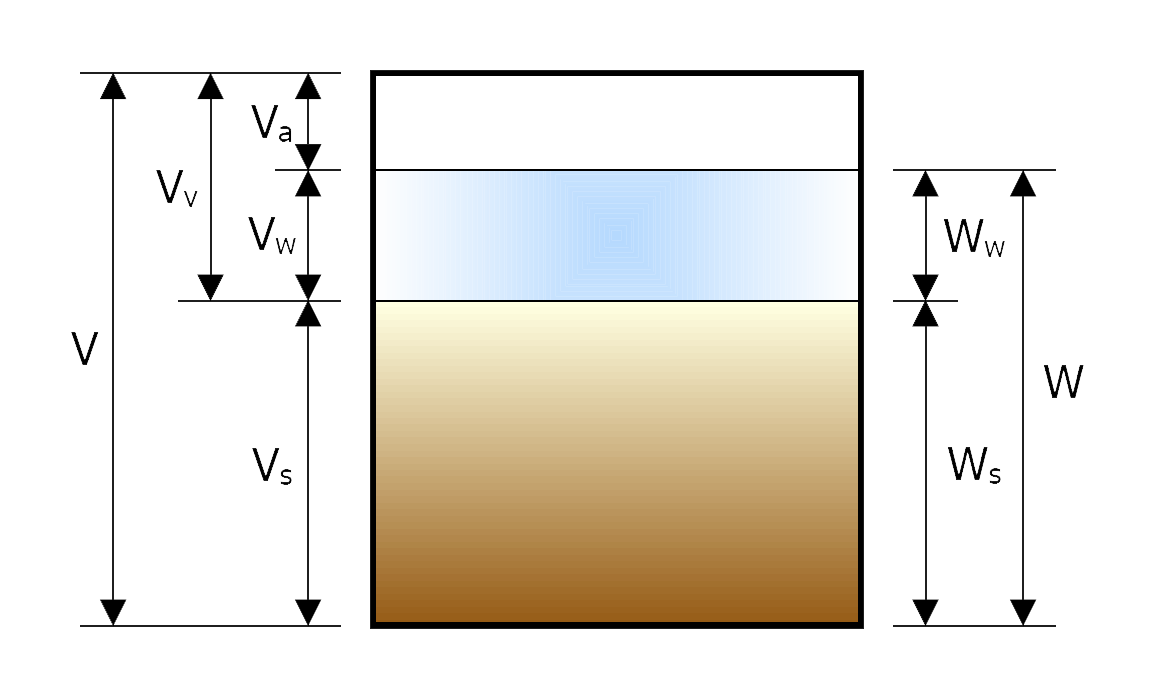
Grunt składa się z trzech faz stałej, ciekłej i gazowej

Mechanika gruntu – dyscyplina, która stosuje zasady mechaniki inżynieryjnej np. kinematyki, dynamiki, mechaniki cieczy i mechaniki materiałów na potrzeby przewidywania mechanicznych zachowań gruntów. Wspólnie z mechaniką skał (geomechaniką) jest podstawą w rozwiązywaniu wielu problemów inżynierskich (inżynierii geotechnicznej) i geologii inżynierskiej. 
Klasyczna mechanika gruntów stosuje ten sam model, który został zastosowany w 1776 roku przez C. A. Coulomba, choć znany był już wcześniej. Model ten został zastosowany do analizy pasywnego i aktywnego nacisku gruntu na ściany oporowe. Grunt pozostaje sztywny, nienaruszony do momentu, gdy wzdłuż pewnej płaszczyzny siły ścinania przekroczą panujące tam siły spoistości (c) i tarcia wewnętrznego (Φ). W 1948 roku wprowadzone zostało przez Karla Terzaghiego pojęcie naprężenia efektywnego (σ'), które jest jednym z najważniejszych jego wkładów w mechanikę gruntów.
Grunt jest traktowany jako mechanicznie homogeniczna mieszanka trzech faz:
1. stałej (reprezentującej szkielet ziarnowy) oraz wypełniających pory
2. ciekłej
3. gazowej.

Oddziaływania pomiędzy poszczególnymi fazami są tu bardziej złożone niż w przypadku jednorodnych materiałów. Wyniki obliczeń własności tych materiałów służą projektowaniu posadowień, nasypów, wykopów i innym projektom inżynieryjnym.
Niektóre z podstawowych teorii mechaniki gruntu to klasyfikacja gruntów, wytrzymałość na ścinanie, konsolidacja gruntu, naprężenia efektywne i całkowite, nośność gruntu, stateczność zboczy i wodoprzepuszczalność. Fundamenty, nasypy, ściany oporowe, roboty ziemne i podziemne wszystkie są projektowane zgodnie z teoriami mechaniki gruntów.

## Podstawowe zagadnienia mechaniki gruntów

### Naprężenia w gruncie
Podstawowe znaczenie mają: naprężenie pierwotne, naprężenie efektywne, naprężenie całkowite i naprężenie wtórne. Teoria poziomych naprężeń w ziemi jest stosowana dla ustalania składnika naprężeń w gruncie prostopadłego do kierunku grawitacji. Jest to naprężenie oddziaływające na ściany oporowe. Współczynnik naporu poziomego do pionowego k jest określony dla niespoistych gruntów jako stosunek poziomego naprężenia do naprężenia pionowego. Istnieją trzy współczynniki: spoczynkowy, aktywny i pasywny. Naprężenie w stanie spoczynku jest poziomym naprężeniem zanim struktura gruntu zostanie naruszona. Stan naprężenia aktywnego jest osiągany, gdy ściana wskutek działania poziomego naprężenia zostanie odsunięta od gruntu i zniszczenia ścinającego powstającego wskutek zmniejszenia poziomego naprężenia. Stan pasywny jest osiągany, gdy ściana jest wepchnięta wystarczająco głęboko w grunt tak, że wskutek zwiększenia naprężenia poziomego następuje zniszczenie ścinające. Istnieje wiele empirycznych i analitycznych teorii służących określaniu poziomego naprężenia.

### Nośność gruntu
Nośność gruntu jest średnim naprężeniem przyłożonym na granicy pomiędzy fundamentem a gruntem, który powoduje zniszczenie ścinające (patrz dział poniżej). Dopuszczalne naprężenie graniczne to naprężenie graniczne podzielone przez współczynnik bezpieczeństwa F. Na terenie charakteryzującym się gruntem o znacznej ściśliwości (np. torfy) pod obciążonymi fundamentami mogą pojawić się znaczne osiadania bez zniszczenia ścinającego. W takich przypadkach dla ustalenia maksymalnej nośności bierze się pod uwagę maksymalne dopuszczalne osiadanie.

### Wytrzymałość na ścinanie
Większość problemów w geotechnice np. nośność płytkich i głębokich posadowień, stateczność skarp, projektowanie ścian oporowych, upłynnienie gruntu itd., jest związanych z wytrzymałością gruntu na ścinanie. Wartości wytrzymałości na ścinanie są wykorzystywane dla rozwiązywania tych problemów inżynierskich przez metody analityczne i numeryczne.
Wytrzymałość na ścinanie w gruntach jest efektem oporu na przesuwanie na kontaktach pomiędzy cząsteczkami wynikającego z zazębiania się i wzajemnego blokowania cząsteczek, fizycznych wiązań (takich jak oddziaływanie sił atomowych, co następuje, gdy atomy na powierzchniach cząsteczek dzielą wspólne elektrony) czy wiązań chemicznych (na przykład cementacji - w wyniku krystalizacji minerałów np. węglanu wapnia).

### Ściśliwość gruntu
Ściśliwość jest procesem, w którym następuje zmniejszenie objętości. Następuje ono, gdy nacisk jest przyłożony do gruntu, który powoduje zwiększenie upakowania cząsteczek gruntu. Gdy następuje to, gdy grunt jest nasiąknięty, woda zostanie z niego wyciśnięta. Wielkość ściśliwości może być przewidziana na podstawie różnych metod. 
Klasyczna metoda zapoczątkowana przez Karla Terzaghiego wiąże się z badaniami edometrycznymi i określeniem współczynnika ściśliwości. Gdy naprężenie jest zdejmowane z obciążonego gruntu, nastąpi rozprężenie gruntu i objętość gruntu zwiększy się o pewną część utraconej wcześniej wielkości. Jeżeli naprężenie jest ponownie przyłożone grunt zostanie ponownie ściśnięty, co może być określone za pomocą wskaźnika wtórnej ściśliwości. Grunt, z którego zostało usunięte wcześniej przyłożone obciążenie jest nazywany prekonsolidowanym. Ma to miejsce w przypadku (plejstoceńskich) glin lodowcowych. Grunt, który nie został wcześniej poddany obciążeniom nazywany jest normalnie skonsolidowanym i przykładem mogą być współczesne osady rzeczne.

### Stateczność zboczy
Dział stateczności zboczy obejmuje analizę statycznej i dynamicznej stateczności zboczy zapór ziemnych, nasypów, wykopów i naturalnych zboczy. W zboczach skarp często mogą się rozwinąć strefy osłabień o cylindrycznym kształcie. Prawdopodobieństwo takich zdarzeń może być ocenione na podstawie dwuwymiarowej analizy zbocza. Podstawową trudnością przy takiej analizie jest dla danej sytuacji lokalizacja najbardziej prawdopodobnych płaszczyzn przemieszczeń. Wiele osuwisk jest jedynie analizowana już po fakcie utraty równowagi.

### Badania laboratoryjne
Badania laboratoryjne w geotechnice przeprowadza się w celu określenia fizycznych i mechanicznych cech gruntów. Przykładem fizycznych cech jest uziarnienie, wilgotność, granice skurczalności, plastyczności i płynności, stopień i wskaźnik plastyczności itp. Badania cech mechanicznych przeprowadza się między innymi za pomocą urządzeń do ścinania prostego, trójosiowego ściskania stosując różne warunki drenowania (drenowane i niedrenowane), wielkości obciążenia, rozpiętość ciśnienia komory, następstwa obciążeń w celu określenia wytrzymałości na ściskanie, wytrzymałości na ścinanie, maksymalnej wytrzymałości itp.